# Флаг сельского поселения Рахмановское
Флаг муниципального образования сельское поселение Рахмановское Павлово-Посадского муниципального района Московской области Российской Федерации — опознавательно-правовой знак, служащий официальным символом муниципального образования.
Первоначально флаг был утверждён 18 марта 2010 года решением Совета депутатов сельского поселения Рахмановское № 34/8. Руководствуясь Решением Геральдической комиссии Московской области от 22 июня 2010 года, протоколом № 6 о приведении всех документов (Положения и Решения) по символике муниципальных образований Московской области к единой унифицированной форме, 2 сентября 2010 года предыдущее решение было признано утратившим силу и было утверждено новое положение о флаге сельского поселения.
16 декабря 2010 года, заслушав письменное обращение исполнительного директора правления Союза геральдистов России К. Ф. Мочёнова, решением Совета депутатов сельского поселения Рахмановское № 77/19 была утверждена новая редакция описания флага.
29 марта 2011 года флаг внесён в Государственный геральдический регистр Российской Федерации с присвоением регистрационного номера 6754.

## Описание
Описание флага, утверждённого 18 марта 2010 года, гласило:
«Прямоугольное полотнище с отношением ширины к длине 2:3, состоящее из 3-х полос: у древка зелёной вверху и голубой внизу, у свободного края голубой вверху и зелёной внизу, а между ними — белая полоса шириной 8/27 от длины полотнища по верхнему краю, расширяющаяся книзу до 14/27 от длины полотнища; белая полоса орнаментирована красными лепестковидными крестами из герба поселения».
Описание флага, утверждённое 16 декабря 2010 года, гласит:
«Прямоугольное полотнище с отношением ширины к длине 2:3, состоящее из 4-х равных прямоугольных частей: зелёной и голубой у древка, и голубой и зелёной у свободного края; в середине полотнища — белая полоса (шириной по верхнему краю 8/27 от длины полотнища, по нижнему краю ширина 14/27 от длины полотнища), орнаментированная красными лепестковидными крестами из герба поселения».

## Символика
Флаг сельского поселения Рахмановское разработан на основе герба сельского поселения Рахмановское и отражает исторические, культурные, социально-экономические, национальные и иные местные традиции.
Сельское поселение Рахмановское, как и весь Павлово-Посадский район, славится своими шёлкоткацкими изделиями, начало изготовления которых, уходит в XIX век. Издавна широкое развитие в здешних местах получила текстильная промышленность: производство шёлковых тканей, прочных и качественных шерстяных и полушерстяных изделий.
ЗАО «Рахмановский шёлковый комбинат» (ранее Рахмановская шёлкоткацкая фабрика) — является одним из старейших ведущих предприятий сельского поселения. Комбинат славится выпуском декоративных тканей, тканей для церковного облачения, ситовых тканей.
На флаге белым цветом аллегорически изображена ткацкая бобина. Бобина символизирует связь современного ткацкого производства с производством прошлым.
Рисунок на белом, подобен рисункам на шёлковых тканях выпускаемых Рахмановским шёлковым комбинатом. Одиннадцать полных красных крестов на белом — символическое отражение 11 населённых пунктов, входящих в состав поселения.
Зелень и лазурь — символизируют поля, леса, реки сельского поселения.
Зелёный цвет символизирует весну, здоровье, природу, надежду.
Голубой цвет (лазурь) — символ возвышенных устремлений, искренности, преданности, возрождения.
Белый цвет (серебро) — символ чистоты, открытости, божественной мудрости.
Красный цвет — символ труда, жизнеутверждающей силы, красоты и праздника.